# Muscisaxicola maculirostris
Muscisaxicola maculirostris là một loài chim trong họ Tyrannidae.